# 小坂井澄
小坂井 澄（こさかい すみ、1929年4月19日 - ）は、ノンフィクション作家。
東京生まれ。立教大学文学部中退。集英社勤務の後、1967年よりフリーライターになる。1975年から著作の上梓を始め、1983年、『これはあなたの母』で大宅壮一ノンフィクション賞受賞。一貫してキリスト教精神に貫かれており、当初は不幸な女性たちの評伝、近年はキリスト教関係の書物が多い。 

## 著書
- モルガンお雪 愛に生き信に死す 講談社, 1975 のち集英社文庫
- お告げのマリア 長崎・女部屋の修道女たち 集英社, 1980 のち文庫
- これはあなたの母 沢田美喜と混血孤児たち 集英社, 1982 のち文庫
- 「悲しみのマリア」の島 ある昭和の受難 集英社, 1984
- 兄啄木に背きて 光子流転 集英社, 1986
- 死刑囚生きる 徳間書店, 1987
- 葡萄畑から遠い道 ドン・ボスコの生涯 春秋社, 1987
- ライと涙とマリア様 図書出版社, 1989
- 法王の座 ヨハネ23世・激動の20世紀 徳間書店, 1992
- 九代目団十郎と五代目菊五郎 徳間書店, 1993
- 団十郎と『勧進帳』 講談社, 1993
- 終末論の正体 人は何によって救われるのか 文藝春秋, 1996.3
- 人間の分際 神父・岩下壮一 聖母の騎士社 , 1996 (聖母文庫)
- さまよえるキリスト教 徳間文庫, 2000
- キリスト教2000年の謎 講談社+α新書, 2000
- 評伝佐々木邦 ユーモア作家の元祖ここにあり テーミス, 2001
- 聖書物語男と女その後どうなった 講談社+α新書, 2001
- ローマ法王の権力と闘い 講談社+α新書, 2002
- ユダヤ人復讐の行動原理 講談社+α新書, 2003

## 翻訳
- 教皇ヨハネ二十三世 メリオル・トレバー 菊池雄二共訳 女子パウロ会, 1976